# Miro Kraljević
Miro Kraljević (Mokro, Široki Brijeg, 20. srpnja 1956.) bivši je gradonačelnik Širokog Brijega. Član je Hrvatske demokratske zajednice Bosne i Hercegovine. 
HDZ BiH je pobijedila na izborima u Širokom Brijegu 24. listopada 2008., a slijedom toga je Miro Kraljević ponovo postao gradonačelnik, jer je i prije lokalnih izbora bio aktualni gradonačelnik.
Biran je za gradonačelnika 2004., 2008., 2012., 2016. i 2020.
Najveći rival Mira Kraljevića i HDZ-a na izborima bio je Stipe Šakić, član narodne stranke Radom za boljitak.
Nakon više od 20 godina provedenih na dužnosti (grado)načelnika Širokog Brijega, 2024. godine naslijedio ga je Ivo Pavković.[nedostaje izvor]